# Jan Komínek
Jan Komínek (* 18. března 1994 Praha) je český herec.

## Životopis
Od roku 1999 hrál v řadě reklamních a televizních spotů. V roce 2006 ztvárnil jednu z hlavních rolí v seriálu Horákovi. V roce 2014 před maturitou ukončil studium na Pražské konzervatoři a studium dokončil na Mezinárodní konzervatoři Praha. V roce 2014 měl hrát nejmladšího představitele hlavní postavy v seriálu Já, Mattoni. Ovšem protože předtím hrál v reklamě Kofoly, tak jej koproducent seriálu, Karlovarské minerální vody, odvolal, i když už měl Komínek podepsanou smlouvu.

## Filmografie

### Filmy
- 2009 Ať žijí rytíři!
- 2013 Bez doteku
- 2014 V tichu
- 2016 Pravý rytíř
- 2017 Bajkeři
- 2018 Hastrman
- 2019 Přes prsty
- 2022 Vyšehrad Fylm

### Televizní filmy
- 2012 Dvanáct měsíčků

### Seriály
- 2005 Ulice
- 2006 Horákovi
- 2009 Ať žijí rytíři!
- 2010 Cesty domů
- 2011 Znamení koně
- 2012 Obchoďák
- 2012 Gympl s (r)učením omezeným (Ivan)
- 2014 Svatby v Benátkách
- 2015 Policie Modrava
- 2016 Mordparta
- 2017 Specialisté
- 2017 Četníci z Luhačovic
- 2018 V.I.P. vraždy
- 2018 Krejzovi (Márty)
- 2019 Ordinace v růžové zahradě 2
- 2021 Anatomie života
- 2021 Dvojka na zabití
- 2022 Dobré zprávy (Tadeáš Tyl)
- 2023 Eliška a Damián
- 2024 Kamarádi
- 2025 Dvě princezny

### Reklamní spoty
- 2013 Kofola